# Gedunine
Gedunine is een organische verbinding die wordt ingedeeld bij de meliacinen en als dusdanig bij de triterpenoïden. De stof wordt gevonden in bomen uit de Mahoniefamilie (Meliaceae), waaronder de neem (Azadirachta indica), de krappa (Carapa guianensis) en de tiama (Entandrophragma angolense). Ook komt het voor in de mangrove Xylocarpus granatum.
De medicinale werking van gedunine is aangetoond tegen filariasis, kanker, maagzweren en malaria. Ook heeft het een werking tegen de denguemug, Culex quinquefasciatus en de Europese maisboorder